# Stella Sigurðardóttir
Stella Sigurðardóttir (n. 30 martie 1990, în Reykjavík) este o handbalistă islandeză care joacă pentru clubul SønderjyskE Håndbold și pentru echipa națională a Islandei. Sigurðardóttir a participat la Campionatul Mondial de Handbal Feminin din 2011, desfășurat în Brazilia și la Campionatul European de Handbal Feminin din 2012, desfășurat în Serbia.
În 2009, Sigurðardóttir a fost desemnată Sportivul Anului al clubului Fram Reykjavík.